# Grano métrico
El grano métrico es una unidad de masa diferente del grano inglés. Se usa para ponderar el poco peso de las pequeñas piezas de joyería. Equivale a 50 miligramos y es la cuarta parte de un quilate como medida de masa.